# Gulfairus Ismailova
Gulfairus Mansurovna Ismailova (en kazakh: Гүлфайрус Мәнсүрқызы Ысмайылова; en rus: Гульфайрус Мансуровна Исмаилова. Almati, 15 de desembre de 1929 - Almati, 12 de maig de 2013) - fou una actriu i artista kazakh amb nacionalitat soviètica. Rebé la distinció d'Artista del poble de l'RSS del Kazakhstan (1987) i d'Artista d'Honor de l'RSS del Kazakhstan (1965).

## Biografia
Va néixer el 1929 a Almati; el seu nom de naixement fou Konarbaieva Kulpash Tansikbaevna, pero en la seva infància primerenca fou adoptada per Mansur Ismailov i, va convertir-se en la major de les seves filles. L'any 1949 va graduar-se a l'escola d'art d'Almati, on va estudiar al taller de l'artista del poble de l'RSS del Kazakhstan, Abram Markovitx Cherkassky. L'any 1956 ingressà a l'Institut de Pintura, Escultura i Arquitectura I. Repin de Leningrad, a la classe de pintura de P. Bobixev. Allà conegué Ievgeni Matveievitx Sidorkin, també Artista del Poble, amb el qual es casà i tingueren un fill.
Entre 1956 i 1957 va ensenyar a l'Escola d'Art d'Almati i, entre 1971 i 1974 va treballar com a artista principal al Teatre de l'Òpera i el Ballet del Kazakhstan on va realitzar esbossos per a l'escenografia i el vestuari de les següents òperes: Er Targyn d'E. Brusilovsky (1967), Zhumbak Kiz de S. Mukhamedzhanov (1972), Cio-Cio-San de G. Puccini (1972); i dels següents ballets: Estimada amistat de N. Tlendiev (1957) i Kamar selu de V. Velikanov (1958).
A més a més, va participar en diferents obres tant de teatre com de ballet o òpera. També va realitzar diferents obres pictòriques, sobretot d'altres artistes kazakhs (com, per exemple, Shara Zhienkulova) i va participar en diverses pel·lícules, entre les quals destaca Kiz-Zhibek, una representació de la llegenda tradicional kazakh.
Durant la seva vida va rebre diverses medalles i distincions entre les quals destaquen l'Ordre de la Insígnia d'Honor i les esmentades anteriorment: Artista del Poble i Artista d'Honor de l'RSS del Kazakhstan. L'any 2013 va morir a Almati.

## Obres principals on va actuar
- Akbope (Teatre, 1957)
- El camí de l'amistat (ballet, 1958)
- Er-Targin (òpera, 1967)
- Kozi-Korpeix - Bayan-Sulu (ballet, 1971-1972)
- Zhumbak Kiz (òpera, 1972)
- Cio-Cio-San (òpera, 1972-1973)
- Alpamys (òpera, 1973, 1979)
- Aida (òpera, 1978)

## Quadres
- Retrat de Shara Zhienkulova (1958)[5]
- Retrat de Sholpan Dzhandarbekova (1960)
- Retrat de Kulyash Baiseitova (1962)
- Retrat de Dina Nurpeisova (1965)
- Vals kazakh
- Retrat d'A. Kasteev (1967)
- Retrat de M. Auezov (1969)
- Retrat de S. Mukanov (1969)
- Autorretrat amb família (1978)

## Filmografia
- Kiz-Zhibek (1971) - Aygoz, mare de Zhibek[6]
- Botagoz (1957) - Botagoz
- Alitet va a la muntanya (1949)[7]

## Premis i distincions
- 1958 - Ordre de la Insígnia d’Honor (URSS)
- 1965 - Artista distingit de l'RSS del Kazakhstan
- 1970 - Medalla "En commemoració del centenari del naixement de Vladimir Ilitx Lenin"
- 1981 - Ordre d'Amistat dels Pobles (URSS)
- 1987 - Medalla "Veterà del Treball" (URSS)
- 1987 - Artista popular de l'RSS del Kazakhstan
- 1999 - Ordre "Parasat" de la República del Kazakhstan
- 2002 - Premi Tarlan per la contribució a l’art
- 2009 - Ordre "Dostyk" I grau RK